# Централни цилиндар
Централни цилиндар (стела) је средишњи део вегетативних биљних органа (стабла и корена) код већине копнених биљака (није диференциран код маховина). Изграђују га проводна ткива (ксилем и флоем), паренхим, перицикл, сржни зраци и срж (коју понекад замени централна шупљина).
У односу на међусобни положај ткива у централном цилиндру разликују се основни типови стеле:
- протостела и
- сифоностела.